# Bulbophyllum subligaculiferum
Bulbophyllum subligaculiferum là một loài phong lan thuộc chi Bulbophyllum.